# شونتارو كوغا
شونتارو كوغا (باليابانية: 古賀 俊太郎) (مواليد 27 أغسطس 1998) هو لاعب كرة قدم ياباني.

## وصلات خارجية
- شونتارو كوغا على موقع رابطة كرة القدم اليابانية للمحترفين (اليابانية)
- شونتارو كوغا على موقع قاعدة بيانات كرة القدم.إي يو (الإنجليزية)
- شونتارو كوغا على موقع Soccerway.com (الإنجليزية)
- شونتارو كوغا على موقع عالم كرة القدم.نت (الإنجليزية)